# Anselm Glücksmann
Heinrich Anselm Gerd Glücksmann (* 31. Juli 1913 in Guben; † 8. September 1999 in Berlin) war ein deutscher Jurist mit den Arbeitsschwerpunkten Urheberrecht, Verlags- und Presserecht.

## Leben
Anselm Glücksmann war Experte für Urheberrecht. Der promovierte Jurist war Herausgeber und Autor vieler Veröffentlichungen zum Urheber-, Verlags- und Presserecht.
Glücksmann stammte aus einer höheren „jüdischen“ Beamtenfamilie. Sein Vater, Alfred Glücksmann, war Oberbürgermeister der Stadt Guben und später Direktor einer Bank. Seine Mutter, Frieda Haber, war die Schwester des Nobelpreisträgers Fritz Haber. Glücksmann studierte an der Friedrich-Wilhelms-Universität Berlin und war dort u. a. Schüler von Martin Wolff, Professor für Bürgerliches Recht, Handelsrecht und Internationales Privatrecht. und dem späteren Protagonisten der amerikanisch-deutschen Rechtsvergleichung Max Rheinstein. Bereits während des Studiums hatte Glücksmann Kontakt zu kommunistischen Kreisen. Nach der Machtergreifung der Nationalsozialisten setzte Anselm Glücksmann sein Studium kurzzeitig an der Universität Madrid beim Staatsrechtler Hermann Heller fort und beendete es 1935 mit der Promotion an der Universität Basel. In Basel schloss er Freundschaft mit seinem Lehrer und Doktorvater, dem Strafrechts- und Rechtsphilosophie-Professor Arthur Baumgarten. Aufgrund der politischen Verhältnisse konnte Glücksmann, zurück in Deutschland, nicht an einer Universität arbeiten und trat deshalb in Berlin in die Firma seines Vaters, eine Kredit- und Vermögens-Beratung GmbH, ein. Diese wurde formell von Wilhelm Külz, einem politischen und persönlichen Freund des Vaters, geleitet. Nach einer zeitweiligen illegalen politischen Tätigkeit flüchtete er 1938 vor der rassistischen und politischen Verfolgung durch die Nationalsozialisten erneut in die Schweiz. Dort nicht mehr geduldet, erhielt er 1939 ein Visum für den mittelamerikanischen Staat Honduras. Dort gehörte er linken Emigrantenkreisen an und gründete u. a. auf Anraten von Paul Merker 1943 den „Ausschuß deutschsprachiger Hitler-Gegner in Honduras“. Im „Lateinamerikanischen Komitee der Freien Deutschen“ übernahm Glücksmann das Amt eines Vizepräsidenten.
Nach dem Ende des Krieges kehrte Glücksmann in das besetzte Deutschland zurück, arbeitete von 1948 bis 1949 als Referent in der Deutschen Verwaltung für Volksbildung der SBZ und leitete von 1949 bis 1950 das Büro des „Förderausschusses für die deutsche Intelligenz“ beim Ministerrat der DDR. Von 1950 bis 1951 wurde er als wissenschaftlicher Oberassistent für Urheber- und Verlagsrecht an der Universität Berlin (ab 1949 Humboldt-Universität Berlin) bei Professor Arthur Baumgarten angestellt. Nachdem er 1951 im Zusammenhang mit den Maßnahmen gegen die aus der Westemigration zurückgekehrten Genossen aus der Universität ausscheiden musste, baute er die Anstalt zur Wahrung der Aufführungs- und Vervielfältigungsrechte auf dem Gebiet der Musik mit auf und wurde 1953 als erster Geschäftsführer eingesetzt. 1956 wurde er zum ersten Direktor des neugegründeten Büros für Urheberrechte ernannt. Von 1962 bis 1978 lehrte er als Lehrbeauftragter und späterer Honorardozent für Urheber-, Verlags- und Presserecht an der Sektion Journalistik der Karl-Marx-Universität Leipzig und zeitweise ebenfalls als Lehrbeauftragter an der Fakultät für Rechtswissenschaften der Friedrich-Schiller-Universität Jena. Er wirkte als Justitiar bzw. juristischer Berater beim Verlag VEB Bibliographisches Institut, beim VEB Deutsche Schallplatten, Verband der Komponisten und Musikwissenschaftler der DDR, Verband der Film- und Fernsehschaffenden der DDR und in der zentralen Kommission Berufs-, Rechts- und Sozialfragen beim Verband der Journalisten der DDR. Glücksmann engagierte sich insbesondere im Bereich der praktischen Durchsetzung und der Propagierung des Urheberrechts und war auch an der Ausarbeitung des neuen Urheberrechtsgesetzes der DDR von 1965 beteiligt.
Nach 1990 wirkte Glücksmann als Rechtsanwalt in Berlin. 1998 vertrat er als Anwalt die Veranstalter der Love Parade vor Gericht gegen den Senat.

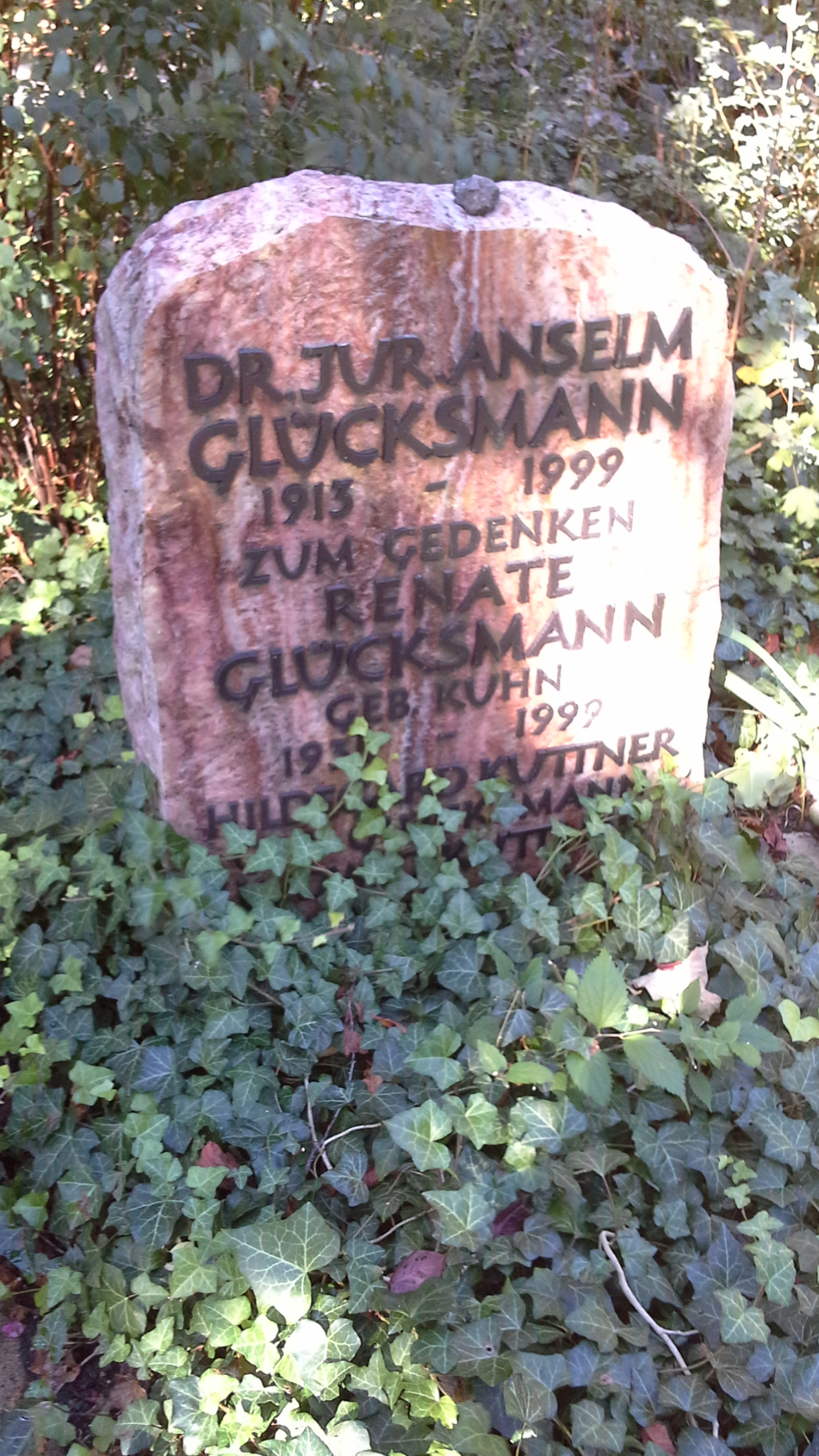
Grab Anselm Glücksmann und seiner Frau Renate auf dem Zentralfriedhof Friedrichsfelde.

Anselm Glücksmann erhielt den Vaterländischen Verdienstorden der DDR in verschiedenen Stufen.
Glücksmanns Grabstätte befindet sich auf dem Zentralfriedhof Friedrichsfelde.

## Schriften (Auswahl)

### Bücher
- Die Wandelbarkeit des ehelichen Güterrechtes: ein rechtstheoretischer und rechtsvergleichender Beitrag zum internationalen Eherecht. Diss. jur. Fak. Univ. Basel 1935.
- Theorie und Praxis der Pressearbeit. Leipzig 1962.
- Das Urheberrecht und die wissenschaftlich-technische Informations und Dokumentation. Berlin 1966.
- Das Urheber-, Verlags- und Presserecht der Deutschen Demokratischen Republik, Anh.: Gesetze, Verordnungen und Abkommen zum Urheber-, Verlags- und Presserecht der DDR. 2., neu zsgest. Auflage, Leipzig 1968.
- Gesetze, Verordnungen, Abkommen und sonstige Dokumente zum Urheber-, Verlags- und Presserecht der Deutschen Demokratischen Republik. Leipzig 1975.
- Zusammen mit Heinz Püschel: Urheberrecht, Meyers Taschenlexikon Urheberrecht. 2. Auflage, Berlin 1980.
- Rechtsfragen für Kulturschaffende, Musik. Leipzig 1987.

### Aufsätze in Zeitschriften
- Wie schützt die AWA die Rechte des Komponisten? In: Musik und Gesellschaft. Band 6, 1956, Nr. 11, S. 18–19.
- Die Deutsche Demokratische Republik und die Berner Übereinkunft In: Börsenblatt für den Deutschen Buchhandel, 1958, Heft 20, S. 313–317.
- Die Stellung des Komponisten im Entwurf eines neuen Urheberrechtsgesetzes für die DDR. In: Musik und Gesellschaft. Band 9, 1959, Nr. 10, S. 29–32.
- Die Stellung des Komponisten im Entwurf eines neuen Urheberrechtsgesetzes für die DDR (Fortsetzung von Heft 10/59), In: Musik und Gesellschaft. Band 9, 1959, Nr. 11, S. 24.
- Die angrenzenden Rechte. In: Börsenblatt für den Deutschen Buchhandel (Ausgabe Leipzig) Jahrgang 1960, Heft 34, S. 529–531.
- Entwurf eines neuen Urheberrechtsgesetzes. In: Musik und Gesellschaft. Band 11, 1961, Nr. 9, S. 528–532.
- Das Urheberrechtsgesetz und die internationalen urheberrechtlichen Abkommen. In: Neue Justiz. Jahrgang 1965, S. 686–693
- Das neue Urheberrechtsgesetz und seine Bedeutung für Information und Dokumentation. In: ZIID-Zeitschrift. Band 12, 1965, Nr. 5, S. 129–134.
- Achtung und Anerkennung der schöpferischen Leistung. Das neue Urheberrechtsgesetz der DDR und seine Bestimmungen auf musikalischem Gebiet. In: Musik und Gesellschaft. Band 16, 1966, Nr. 2, S. 84–90.
- Rechtliche Probleme der Urheber von Bühnenwerken. In: Wissenschaftliche Zeitschrift der Humboldt-Universität zu Berlin, Gesellschafts- und Sprachwissenschaftliche Reihe. Band XXII, 1973, Nr. 4, S. 237–240.
- Lettre de la République démocratique allemande. In: "Le droit d' auteur" 1974, S. 264–274.
- Gibt es im Sinne des Urheberrechts überhaupt ein rechtlich zulässiges Musikzitat? In: Berichte der Humboldt-Universität zu Berlin. Band 6, 1986, Nr. 20, S. 45–48.